# Elba Lightfoot
Elba Lightfoot (Nascuda 1910) fou una pintora afroamericana estatunidenca del Renaixement de Harlem que és coneguda sobretot pels seus murals de l'hospital de Harlem.

## Vida i obra
Va néixer a Evanston, Illinois el 1910. El 1935 va fundar el Gremi d'Artistes de Harlem juntament amb els artistes Charles Alston, Augusta Salvatge i Arthur Schomburg, entre d'altres. El seu objectiu era treballar per la igualtat dels programes del Federal Art Project de Nova York. Entre el 4 de juny i el 2 de setembre de 1940 va participar en l'Exhibition of the Art of the American Negro a la galeria d'Art Tanner de Chicago. També va ser una de les artistes que van participar en l'exposició American Negro Art, 19th and 20th Centuries (9 de desembre de 1941 - 3 de gener de 1942) a la galeria Downtown de Nova York. Aquesta va ser la primera exposició d'art afroamericà feta en una galeria d'art comercial generalista i va tenir patrons blancs importants com l'alcalde Fiorello La Guardia, Archibald MacLeish, A. Philip Randolph i Eleanor Roosevelt
Elba Lightfoot apareix en una fotografia de grup dels artistes del Centre d'Art del WPA de Nova York.
Es conserva una entrevista d'Elba Lightfoot als arxius James V. Cova Archives de la Universitat Emory.